# Apocheiridium reddelli
Espèce
Apocheiridium reddelli est une espèce de pseudoscorpions de la famille des Cheiridiidae.

## Distribution
Cette espèce est endémique du Texas aux États-Unis. Elle se rencontre dans la grotte Devil's Sinkhole dans le comté d'Edwards.

## Description
Le mâle holotype mesure 1,15 mm.

## Étymologie
Cette espèce est nommée en l'honneur de James R. Reddell.

## Publication originale
- Muchmore, 1992 : Cavernicolous pseudoscorpions from Texas and New Mexico (Arachnida: Pseudoscorpionida). Texas Memorial Museum, Speleological Monographs, vol. 3, p. 127-153.